# 紀元前181年
紀元前181年（きげんぜん181ねん）は、ローマ暦の年である。

## 他の紀年法
- 干支 : 庚申
- 日本
  - 孝元天皇34年
  - 皇紀480年
- 中国
  - 前漢 : 高后7年
- 朝鮮
  - 檀紀2153年
- 仏滅紀元 : 364年
- ユダヤ暦 : 3580年 - 3581年

## できごと

### エジプト
- 24年間の治世の末、プトレマイオス5世が毒殺され、古代エジプトの勢力と影響力は衰え、キプロスとキレナイカを除く海外領土の多くを失った。長男のプトレマイオス6世が後を継いだが、幼児であったため、母親のクレオパトラ1世が摂政を務めた。

### ローマ帝国
- ローマ帝国は、山と潟湖に挟まれた狭い領域で、イリュリアへの前線の砦となるアクイレイアに植民地を築いた。

### 小アジア
- ポントスのファルナケス1世がペルガモン王国のエウメネス2世とカッパドキアのアリアラテス4世を攻め、大軍でガラティアに侵攻することを決心した。しかしエウメネスはこれに対抗し、戦争の原因を調べるようローマ元老院の命を受けたローマの外交官が到着するとすぐに戦闘は停止した。ペルガモン王国で交渉が行われたが結論は出ず、ファルナケスの要求はローマに却下された。結果として、ポントスとペルガモン王国、カッパドキアの間の戦争は再発した。

## 死去
- プトレマイオス5世:プトレマイオス朝の王